# استعراف اجتماعي
الإدراك الاجتماعي (بالإنجليزية: Social Cognition) هو تشفير المعلومات وتخزينها واسترجاعها ومعالجتها في المخ، ويرتبط بـالمناوع (أفراد النوع نفسه). وفي وقت ما، أشار الإدراك الاجتماعي بشكل خاص إلى أحد مناهج علم النفس الاجتماعي حيث تمت دراسة هذه العمليات وفقًا لأساليب علم النفس المعرفي ونظرية معالجة المعلومات. ومع ذلك، أصبح المصطلح يستخدم على نطاق أوسع في علم النفس وعلم الأعصاب المعرفي. على سبيل المثال، يستخدم للإشارة إلى العديد من القدرات الاجتماعية التي يتم تعطيلها في حالة التوحد وغيرها من الاضطرابات. وفي علم الأعصاب المعرفي، يتم بحث الأساس البيولوجي للإدراك الاجتماعي. ويقوم علماء نفس النمو بدراسة تطور قدرات الإدراك الاجتماعي.

## التطور التاريخي
اكتسب الإدراك الاجتماعي أهميته مع ظهور علم النفس المعرفي في أواخر فترة الستينيات وبداية السبعينيات من القرن العشرين، وأصبح الآن النموذج والمنهج الرئيسي في علم النفس الاجتماعي السائد. ومن الأمور المشتركة بين نظريات الإدراك الاجتماعي فكرة تصوير المعلومات في المخ على أنها «عناصر إدراكية»، مثل المخططات العقلية أو أساليب العزو أو الصور النمطية. وكثيرًا ما يتم التركيز على كيفية معالجة هذه العناصر الإدراكية. ومن ثم، فإن الإدراك الاجتماعي يطبق وينشر العديد من الموضوعات والنظريات والنماذج ذات الصلة بعلم النفس الإدراكي، مثلاً في الاستدلال (الوصف التمثيلي الاستكشافي ومغالطة المعدل الأساسي والانحياز التأكيدي) والانتباه (التلقائية وصدارة الانطباع) والذاكرة (المخططات العقلية والأولية والحداثة). ومن المرجح أن علم النفس الاجتماعي كان دائمًا معرفيًا أكثر من علم النفس السائد ليتم البدء به؛ حيث أنه ناقش بشكل تقليدي الحالات العقلية الداخلية، مثل المعتقدات والرغبات، وذلك عندما كانت تسيطر السلوكية على علم النفس السائد.
تعد نظرية المخطط الاجتماعي إحدى نظريات الإدراك الاجتماعي المشهورة، بالرغم من أن هذا لا يمثل الأساس لجميع دراسات الإدراك الاجتماعي (مثلاً، انظر نظرية العزو). وتمت الإشارة إلى أن هناك مبادئ أخرى في علم النفس الاجتماعي، مثل نظرية الهوية الاجتماعية والتمثيلات الاجتماعية التي ربما تسعى إلى تقديم المزيد من التفسير لنفس الظاهرة، مثل الإدراك الاجتماعي، وأنه يمكن دمج هذه المبادئ المختلفة جميعًا في «نظرية واحدة متكاملة ومتماسكة». وقد ظهر نموذج موازٍ في دراسة الفعل، يسمى الإدراك الحركي، وهو نموذج لا يهتم باستيعاب تمثيل الفعل والعملية المرافقة.

## المخططات الاجتماعية
تعتمد نظرية المخطط الاجتماعي، بل وتستخدم، مصطلحات من نظرية المخطط العقلي في علم النفس الإدراكي، الذي يصف كيفية تمثيل الأفكار أو «المفاهيم» في المخ وتصنيفها. ووفقًا لوجهة النظر هذه، فإننا عندما نرى أو نفكر في أحد المفاهيم، يتم «تنشيط» التمثيل العقلي أو المخطط العقلي؛ مما يعيد إلى الذاكرة معلومات أخرى ذات صلة بالمفهوم الأصلي عن طريق الترابط. وكثيرًا ما يحدث هذا التنشيط لاشعوريًا. ونتيجة تنشيط مثل هذه المخططات العقلية، تتشكل الأحكام التي تتجاوز المعلومات المتاحة فعليًا؛ ذلك أن العديد من الارتباطات التي يثيرها المخطط العقلي تخرج عن نطاق المعلومات المعطاة. وهذا قد يؤثر على الإدراك الاجتماعي والسلوك، بغض النظر عما إذا كانت هذه الأحكام صحيحة أم لا. على سبيل المثال، إذا تم تعريف أحد الأشخاص على أنه معلم، فربما ينشط «المخطط العقلي للمعلم». ومن ثم، فقد نربط هذا الشخص بالحكمة أو السلطة أو بخبرات سابقة عن المعلمين نتذكرها ونعتبرها مهمة.
عندما يكون أحد المخططات العقلية متاحًا أكثر من غيره، فهذا يعني أنه يمكن تنشيطه واستخدامه بسرعة أكبر في موقف معين. وهناك عمليتان إدراكيتان تسهمان في زيادة إتاحة المخططات العقلية، هما البروز وصدارة الانطباع. والبروز هو درجة وضوح أمر اجتماعي معين مقارنةً بأمور اجتماعية أخرى في أحد المواقف. وكلما زاد بروز أحد الأمور، زادت احتمالات إتاحة الوصول للمخططات العقلية الخاصة بهذا الأمر. على سبيل المثال، إذا كانت هناك فتاة واحدة في مجموعة مكونة من سبعة أولاد، فربما تكون المخططات العقلية للنوع الأنثوي متاحة أكثر وتؤثر على تفكير المجموعة وسلوكها تجاه الفتاة العضوة فيها. وتشير صدارة الانطباع إلى أي تجربة تقع فورًا قبل موقف يتسبب في إتاحة أكبر للمخطط العقلي. مثلاً، قد تزيد مشاهدة فيلم رعب في وقت متأخر من الليل فرص إتاحة المخططات العقلية للخوف، مما يزيد من احتمالات رؤية الفرد لظلال وأصوات خلفية تشكل تهديدات محتملة.
يهتم الباحثون في مجال الإدراك الاجتماعي بكيفية دمج المعلومات الجديدة مع المخططات العقلية الراسخة مسبقًا، وخصوصًا عندما تتعارض هذه المعلومات مع المخطط العقلي القائم. على سبيل المثال، قد يكون لدى طالب مخطط عقلي راسخ مسبقًا عن كون جميع المعلمين جازمين ومستبدين. وبعد لقاء معلم خجول ومتحفظ، ربما يهتم أحد الباحثين في مجال الإدراك الاجتماعي بكيفية دمج الطالب لهذه المعلومات الجديدة مع المخطط العقلي القائم عنده عن المعلم. وتميل المخططات العقلية الراسخة مسبقًا إلى جذب الانتباه نحو معلومات جديدة؛ حيث أن الناس يهتمون بشكل انتقائي بالمعلومات المتوافقة مع المخطط العقلي ويتجاهلون المعلومات غير المتوافقة. ويشار إلى ذلك باسم الانحياز التأكيدي. وفي بعض الأحيان، تصنف المعلومات غير المتوافقة بشكل فرعي وتحفظ كحالة خاصة مع ترك المخطط العقلي الأصلي دون أية تغييرات. وهو ما يطلق عليه التصنيف الفرعي.
يهتم الباحثون في مجال الإدراك الاجتماعي أيضًا بدراسة تنظيم المخططات العقلية المنشطة. ويعتقد أن التنشيط الموقفي للمخططات العقلية تلقائي، بمعنى أنه خارج السيطرة الواعية للفرد. ومع ذلك، ففي مواقف عديدة، ربما تتعارض المعلومات التخطيطية التي تم تنشيطها مع المعايير الاجتماعية للموقف، وفي هذه الحالة يحفز الفرد على تثبيط تأثير المعلومات التخطيطية على تفكيره وسلوكه الاجتماعي. يعتمد نجاح الفرد في تنظيم تطبيق المخططات العقلية المنشطة على الاختلافات الفردية، من حيث القدرة على الرقابة الذاتية ووجود الضعف الموقفي الذي يمكن من فرض السيطرة. وتزيد قدرة الرقابة الذاتية العالية وغياب الضعف الموقفي في الأداء الوظيفي التنفيذي من احتمالات نجاح الأفراد في تثبيط التأثير التلقائي للمخططات العقلية المنشطة على تفكيرهم وسلوكهم الاجتماعي. ومع ذلك، عندما يتوقف الأفراد عن كبح تأثير الأفكار غير المرغوبة، يمكن حدوث تأثير ارتدادي؛ حيث تصبح الأفكار متاحة بشكل مفرط.

## الاختلافات الثقافية في الإدراك الاجتماعي
ازداد اهتمام علماء النفس الاجتماعي بتأثير الثقافة على الإدراك الاجتماعي. وبالرغم من استخدام الناس من كافة الثقافات للمخططات العقلية في فهم العالم من حولهم، فقد تم اكتشاف اختلاف محتوى المخططات وفقًا للتنشئة الاجتماعية للأفراد. على سبيل المثال، أجرت إحدى الدراسات مقابلة مع مستوطن اسكتلندي وراعي ماشية بانتو من سوازيلند ومقارنة مخططاتهما العقلية حول الماشية. ونظرًا لأن الماشية تمثل جزءًا أساسيًا من أسلوب حياة شعب البانتو، فقد كانت المخططات العقلية عن الماشية لدى راعي البانتو أكثر توسعًا عن المخططات العقلية لدى المستعمر الإسكتلندي. وكان بإمكان الراعي تمييز ماشيته عن العشرات غيرها، بينما لم يستطع المستعمر الإسكتلندي ذلك.
اكتشفت الدراسات التي أجريت أن الثقافة تؤثر على الإدراك الاجتماعي بطرق أخرى كذلك. في الواقع، تم اكتشاف تشكيل المؤثرات الثقافية لبعض الطرق الأساسية التي يرى من خلالها الناس بيئتهم بصورة تلقائية ويفكرون فيها. فمثلاً، توصل عدد من الدراسات إلى أن الأفراد الذين نشئوا في ثقافات آسيا الشرقية، مثل الصين واليابان تتطور لديهم أساليب تفكير شمولية، بينما تتطور لدى الأفراد الذين نشئوا في ثقافات غربية، مثل أستراليا والولايات المتحدة الأمريكية أساليب تفكير تحليلية. ويتسم أسلوب التفكير الشمولي الشرقي التقليدي بأنه تفكير يركز فيه الأفراد على السياق العام والطرق التي ترتبط بها الأشياء ببعضها البعض. على سبيل المثال، إذا طُلب من شخص شرقي إبداء رأيه عما يشعر به أحد الزملاء، إذن يمكن أن يلقي نظرة على وجوه جميع الموجودين في الفصل، ثم يوظف هذه المعلومات في تكوين رأيه عن شعور هذا الزميل. وعلى الجانب الآخر، فإن أسلوب التفكير التحليلي الغربي التقليدي هو نوع من أساليب التفكير التي يركز فيها الأفراد على الأشياء الفردية ولا يهتمون بالبيئة المحيطة. فمثلاً، إذا طُلب من شخص غربي إبداء رأيه عما يشعر به أحد الزملاء، إذن يمكن أن يركز فقط على وجه هذا الزميل حتى يمكنه تكوين رأيه.
أشار نيسبت (2003) إلى أن الاختلافات الثقافية في الإدراك الاجتماعي يمكن أن تنشأ عن العديد من التقاليد الفلسفية في الشرق (مثل، الكونفوشيوسية والبوذية) في مقابل التقاليد الفلسفية اليونانية (مثل تلك الخاصة بأرسطو وأفلاطون) في الغرب. ومع ذلك، يشير بحث حديث إلى أن الاختلافات في الإدراك الاجتماعي ربما تنتج عن اختلافات طبيعية في بيئات الثقافتين. واكتشفت إحدى الدراسات أن المشاهد المأخوذة في المدن اليابانية كانت أكثر «ازدحامًا» من تلك المأخوذة في الولايات المتحدة؛ حيث تضمنت أشياء أكثر تتنافس للفوز بانتباهنا. وفي هذه الدراسة، تم عزو أسلوب التفكير الشمولي الشرقي (والتركيز على السياق العام) إلى الطبيعة الأكثر ازدحامًا للبيئة الطبيعية اليابانية.

## علم الأعصاب المعرفي الاجتماعي
يتضمن الاهتمام المبكر بالعلاقة بين وظيفة المخ والإدراك الاجتماعي حالة فينيس جيدج، الذي قيل إن سلوكه تغير بعد تعرضه لحادث دمر واحدًا أو اثنين من الفصوص الأمامية للمخ. وأثبتت دراسات أحدث في علم النفس العصبي أن إصابات الدماغ تعطل العمليات الإدراكية الاجتماعية. على سبيل المثال، ربما تؤثر إصابة الفصوص المخية الأمامية على الاستجابات الانفعالية تجاه المثيرات الاجتماعية، وأداء مهام نظرية العقل. وفي الفص الصدغي يمكن أن تتسبب إصابة التلفيف المغزلي في عدم القدرة على التعرف على الوجوه.
يظهر على الأشخاص الذين يعانون من اضطرابات نفسية، مثل التوحد  والذهان  ومتلازمة ويليام واضطراب الشخصية المعادية للمجتمع ومتلازمة الصبغي س الهش ومتلازمة تيرنر اختلافات في السلوك الاجتماعي مقارنةً بنظرائهم الذين لا يعانون من هذه الاضطرابات. ويعاني الآباء الذين يعانون من اضطراب الكرب التالي للرضح (PTSD) من اضطرابات في أحد عناصر الإدراك الاجتماعي على الأقل: تحديدًا الانتباه المشترك مع صغارهم فقط بعد أحد ضغوط مشكلات العلاقات المستحثة في المختبر مقارنةً بالوالدين الأصحاء الذين لا يعانون من اضطراب الكرب التالي للرضح. ومع ذلك، فإن مسألة ما إذا كان الإدراك الاجتماعي مدعومًا بآليات عصبية محددة المجال ما زالت قيد النقاش. ويوجد حاليًا مجال بحثي متوسع يتناول كيف يمكن لمثل هذه الحالات الانحياز للعمليات الإدراكية المشتركة في التفاعل الاجتماعي، أو بالعكس، كيف يمكن أن تتسبب مثل هذه الانحيازات في أعراض مرتبطة بالحالة.
أجريت أبحاث موسعة على تطور العمليات الإدراكية الاجتماعية لدى الرضع والأطفال (انظر علم النفس التنموي). على سبيل المثال، تمت الإشارة إلى احتمال أن تكون بعض عناصر العمليات النفسية التي تعزز السلوك الاجتماعي (مثل، تمييز الوجوه) فطرية. وتماشيًا مع ذلك، يستطيع الأطفال الصغار جدًا التمييز والتجاوب الانتقائي مع المثيرات الاجتماعية، مثل الصوت والوجه ورائحة أمهاتهم.

## كتابات أخرى
- Fiske, S.T. (2004). Social beings: A core motives approach to social psychology. New York: Wiley.
- Fiske, S.T. & Taylor, S. E. (2008). Social Cognition: From Brains to Culture. New York: McGraw-Hill.
- Malle, B. (2004). How the mind explains behavior: Folk explanations, meaning, and social interaction. Cambridge, MA: MIT Press.
- Malle, B. & Hodges, S.D. (2005). Other Minds: How Humans Bridge the Divide Between Self and Others. New York: Guilford Press.
- Valsiner, J., Social organization of cognitive development, Internalization and externalization of constraint systems, In Demetriou, et al., (1992, eds.), Neo-Piagetian Theories of Cognitive Development. New York, Routledge.
- Marilynn B. Brewer, Miles Hewstone. 2004. Social Cognition: Perspectives on Social Psychology. Publisher John Wiley & Sons, 2004. ISBN 1-4051-1070-8, 9781405110709
- Ngaire Donaghue, Iain Walker, Martha Augoustinos. 2006. Social Cognition: An Integrated Introduction. Publisher -Pine Forge Press. ISBN 0-7619-4218-1, 9780761942184
- Ziva Kunda. 1999. Social Cognition: Making Sense of People. Publisher MIT Press. ISBN 0-262-61143-0, 9780262611435
- Susan T. Fiske, Shelley E. Taylor. 2008. Social Cognition: From Brains to Culture. Publisher-McGraw-Hill Higher Education. ISBN 0-07-340552-3, 9780073405520
- Dona Pennington. 2000. Social Cognition;Routledge Modular Psychology. Publisher-Routledge. ISBN 0-415-21705-9, 9780415217057
- Herbert Bless. 2004. Social Cognition: How Individuals Construct Reality:Social Psychology. Publisher-Psychology Press. ISBN 0-86377-829-1, 9780863778292